# پادنگ، اندونزی
پادنگ (اندونزیایی: Padang)ڨادڠ شهری در استان سوماترای غربی کشور اندونزی است. جمعیت این شهر بر اساس سرشماری سال ۱۹۹۰ میلادی، ۴۷۷٫۰۶۴ نفر و بر اساس سرشماری سال ۲۰۰۰ میلادی، ۷۰۵٫۰۴۴ بوده که در سال ۲۰۰۷ میلادی به ۸۹۹٫۳۴۹ نفر افزایش یافته‌است.

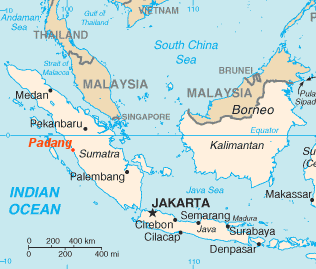